# المتطلبات الوظيفية للتسجيلة الببليوجرافية (FRBR)
المتطلبات الوظيفية للتسجيلات الببليوجرافية (FRBR /ˈfɜːrbər/) هو نموذج مفاهيمي للكيانات وعلاقاتها، وقد وضعها الاتحاد الدولي لجمعيات ومؤسسات المكتبات (IFLA)، والتي تتعلق بمهام المستخدم من استرجاع ووصول إلى فهارس المكتبات على الإنترنت وقواعد البيانات الببليوغرافية من منظور المستخدم. وتمثل نهجًا أكثر شمولية للاسترجاع والوصول حيث توفر العلاقات بين الكيانات روابط للتنقل عبر التسلسل الهرمي للعلاقات. وتكمن أهمية هذا النموذج في كونه مستقل عن معايير أية معايير محددة للفهرسة مثل قواعد الفهرسة الأنجلو أمريكية (AACR) أو الوصف الببليوغرافي الدولي القياسي (ISBD).

## مهام المستخدم
والطرق التي يمكن للأشخاص من خلالها استخدام بيانات FRBR تم تعريفها على النحو التالي: إيجاد الكيانات في البحث، أو تحديد الكيان باعتباره الكيان الصحيح، أو تحديد كيان يناسب احتياجات المستخدم، أو للحصول على كيان (الوصول الفعلي أو الإذن بالوصول).
FRBR يضم مجموعات من الكيانات:
- كيانات المجموعة 1 هي العمل والتعبير والمظهر والبند (WEMI). أنها تمثل نتاج المسعى الفكري أو الفني.
- كيانات المجموعة 2 هي الأشخاص والأسرة والشركات الاعتبارية، المسؤولة عن رعاية المسعى الفكري أو الفني للمجموعة 1.
- كيانات المجموعة 3 هي موضوع المسعى الفكري للمجموعة 1 أو المجموعة 2، وتشمل المفاهيم والأشياء والأحداث والأماكن.

مجموعة 1 الكيانات

كيانات المجموعة 1 هي أساس نموذج FRBR:
- العمل «خلق فكري أو فني متميز».[6] على سبيل المثال، السمفونية التاسعة لبيتهوفن، بصرف النظر عن جميع طرق التعبير عنها، هي عمل. عندما نقول، «بيتهوفن التاسع رائع!» نحن عموما نشير إلى العمل.
- التعبير هو "الشكل الفكري أو الفني المحدد الذي يستغرقه العمل في كل مرة يتم" تحقيقه ". قد يكون التعبير عن التاسعة لبيتهوفن كل مسودة للنتيجة الموسيقية التي يكتبها (ليس الورقة نفسها، ولكن الموسيقى معبر عنها بذلك).
- المظهر هو "التجسيد المادي للتعبير عن العمل". ككيان، يمثل المظهر كل الأشياء المادية التي تحمل نفس الخصائص، فيما يتعلق بكل من المحتوى الفكري والشكل المادي. " أداء فيلهارمونيك لندن من التاسع في عام 1996 هو مظهر من مظاهر. كان تجسيدًا ماديًا حتى لو لم يتم تسجيله، على الرغم من أن المظاهر بالطبع تكون في أغلب الأحيان موضع اهتمام عندما يتم التعبير عنها في شكل ثابت مثل التسجيل أو الطباعة. عندما نقول، "تسجيل أداء لندن الفيلهارموني لعام 1996 استحوذ على جوهر التاسع،" نحن نشير بشكل عام إلى مظهر من مظاهر.
- العنصر هو "نموذج واحد من مظاهر". الكيان المحدد كعنصر هو كيان ملموس. " كل نسخة من 1996 الضغط من أن 1996 تسجيل هو عنصر. عندما نقول، "نسختان من أداء لندن فيلهارمونيك لعام 1996 من التاسع يتم سحبها من مكتبتي المحلية،" نحن نشير عموما إلى العناصر.

ليست كيانات المجموعة 1 هرمية تمامًا، لأن الكيانات لا ترث دائمًا الخصائص من كيانات أخرى. على الرغم من التقييمات الإيجابية الأولية لـ FRBR التي توضح الأفكار حول الأسس المفاهيمية للأعمال، فقد كان هناك خلاف لاحق حول ما تعنيه كيانات المجموعة 1 فعليًا. التمييز بين الأعمال والتعبيرات غير واضح أيضًا في كثير من الحالات.

## العلاقات
بالإضافة إلى العلاقات بين المجموعة 1 والمجموعات 2 و 3 التي تمت مناقشتها أعلاه، هناك العديد من العلاقات الإضافية التي تغطي أشياء مثل الإصدارات الرقمية للعمل وعلاقتها بالنص الأصلي، والأعمال المشتقة من النص مثل التكيفات والمحاكاة الساخرة، أو تلك النصوص الجديدة التي تعد نقدا تقييميا لنصوص موجودة مسبقًا. وفربر FRBR مبني على العلاقات بين الكيانات وفيما بينها. «تعد العلاقات بمثابة وسيلة لتصوير الرابط بين كيان وأخرى، وبالتالي كوسيلة لمساعدة المستخدم على» التنقل «في الكون الببليوجرافي الذي يتم تمثيله في قاعدة بيانات المراجع أو الكتالوج أو قاعدة بيانات المراجع.»  ومن أمثلة أنواع العلاقات، على سبيل المثال لا الحصر: 

### علاقات التكافؤ
توجد علاقات معادلة بين النسخ الدقيقة من نفس مظهر العمل أو بين العنصر الأصلي ونسخه، طالما يتم الحفاظ على المحتوى الفكري والتأليف. ومن الأمثلة على ذلك إعادة التمثيل مثل النسخ والإصدارات والفاكسميلات والمطبوعات والنسخ المصورة والميكروفيلم.

### العلاقات المشتقة
وتوجد علاقات مشتقة بين العمل الببليوغرافي وتعديل يعتمد على ذلك العمل. ومن أمثلة ذلك:
- طبعات، إصدارات، ترجمات، ملخصات، نبذات مختصرة، وموجزات
- وتلك التعديلات التي أصبحت أعمالًا جديدة ولكنها تستند إلى أعمال قديمة
- وتغييرات النوع الأدبي (genre)
- والأعمال الجديدة المعتمدة على أسلوب العمل ومحتواه الموضوعي

### علاقات وصفية
توجد علاقات وصفية بين كيان ببليوغرافي ووصف أو نقد أو تقييم أو مراجعة لهذا الكيان، مثال ذلك، العلاقة بين العمل ومراجعة كتاب تصف ذلك العمل. وتشمل العلاقات الوصفية أيضًا الإصدارات المشروحة، ودفاتر الملاحظات، والتعليقات، والانتقادات على عمل موجود.

## روابط خارجية
- RDA: وصف الموارد والوصول
- المتطلبات الوظيفية للسجلات الببليوجرافية ، الاتحاد الدولي لجمعيات ومؤسسات المكتبات
- تدريب مكتبة الكونغرس لـ RDA: وصف الموارد والوصول إليها: FRBR: FRBR ، RDA ، و MARC